# Sharing Economy
Der Begriff Sharing Economy, seltener auch Share Economy, ist ein sozioökonomisches System zur gemeinsamen Nutzung von Ressourcen. Dies kann durch Beteiligung verschiedenster Akteure ermöglicht werden, z. B. Einzelpersonen, Genossenschaften, Online- und Offline-Communitys, Non-Profit-Organisationen und For-Profit Organisationen, digitale Plattformen und den öffentlichen Sektor.
Grundsätzlich lässt sich zwischen zwei Arten der gemeinsamen Ressourcennutzung in der Sharing Economy unterscheiden:
- Peer-to-Peer (P2P): Zurverfügungstellung und gemeinschaftliche Nutzung durch Einzelpersonen und Vermittlung durch eine Organisation
- Business-to-Consumer (B2C): Zurverfügungstellung und Vermittlung durch eine Organisation und gemeinschaftlich Nutzung durch Einzelpersonen

Die Sharing Economy gewinnt durch die Nutzung von Informationstechnologien zunehmend an Bedeutung und Interesse. Der Grundgedanke einer gemeinschaftlichen Wirtschaftlichkeit und Nutzung anstelle einer Alleinigen ist jedoch nicht neu und durch die Rechtsform der Genossenschaft etabliert. Auch in eingetragenen Vereinen hat dieses Konzept Tradition, zum Beispiel in Maschinenringen in der Landwirtschaft. Digitale Plattformen, elektronische Marktplätze und soziale Netzwerke ermöglichen nicht nur direkte Interaktion zwischen Nutzern und Organisation, sondern tragen auch maßgeblich zur Skalierbarkeit und Verbreitung des Phänomens bei. Darüber hinaus spielen aber auch soziale Aspekte wie Konsumentenverhalten und -gewöhnung, Wertschätzung von Eigentum bzw. Verzicht darauf eine entscheidende Rolle. Aufgrund des wachsenden Interesses und der gesellschaftlichen Bedeutung machte die Cebit „Shareconomy“ 2013 zu ihrem Leitthema.

## Definition
Verschiedene Publizisten, Journalisten, Firmen und Protagonisten der Sharing Economy verstehen den Begriff mitunter sehr unterschiedlich. Eine allgemein anerkannte Definition bzw. Abgrenzung der Sharing Economy existiert nicht. Der Begriff ist eng verwandt mit dem der Collaborative Consumption, der bereits im Kontext von Mitfahrgelegenheiten in den 1970er-Jahren geprägt wurde. Die Bezeichnung Share Economy wurde 1984 von dem Harvard-Ökonomen Martin Weitzman für einen Buchtitel verwendet. Der Begriff Sharing Economy findet sich vermutlich zuerst im Jahr 2008 bei Lawrence Lessig, allerdings im Sinne eines neuen Paradigmas für den gemeinsamen Konsum und den Tausch ohne Geld. Die Herkunft des Begriffs ist daher umstritten.
Die Publizistin Rachel Botsman war eine der ersten, die sich näher mit dem Phänomen der Sharing Economy im heutigen Sinne beschäftigt und mit ihrem Buch (zusammen mit Ko-Autor Roo Rogers) und einem TED-Vortrag populär gemacht hat. Sie unterscheidet drei wesentliche Konzepte: redistribution markets (z. B. Ebay), collaborative lifestyles (z. B. Taskrabbit, BlaBlaCar) und product-service systems (z. B. Airbnb). Gemein sind diesen die Faktoren kritische Masse, freie Ressourcen, Gemeinschaftsgedanke und Vertrauen zwischen einander Unbekannten. Den Begriff der Sharing Economy definiert Botsman wie folgt:

“The Sharing Economy is an economy built on distributed networks of connected individuals and communities versus centralized institutions, transforming how we can produce, consume, finance, and learn.”

„Die Sharing Economy ist eine Wirtschaft, die auf dezentralen Netzwerken vernetzter Einzelpersonen und Gemeinschaften anstelle zentraler Institutionen aufbaut und damit umgestaltet, wie wir produzieren, konsumieren, finanzieren und lernen können.“

Ähnlich betrachtet die Publizistin und Unternehmerin Lisa Gansky das Phänomen der Sharing Economy als Netzwerk, das auf dezentral in einem Netz (Mesh) von Firmen und Privatpersonen eingebrachten Ressourcen basiert:

“The Mesh is a model in which consumers have more choices, more tools, more information and more power to guide those choices.”

„Das Netz ist ein Modell, in dem Verbraucher mehr Auswahlmöglichkeiten, mehr Instrumente, mehr Informationen und mehr Macht haben, diese Auswahlmöglichkeiten zu steuern.“

Dabei wird zwischen Full-Mesh und Own-to-Mesh Modellen unterscheiden. Full-Meshs sind Geschäftsmodelle, bei denen eine zentrale Organisation eine von vielen Personen genutzte Ressource anbietet und managt, wie z. B. die Carsharing-Anbieter Zipcar, Free2move und Stadtmobil. Own-to-Mesh hingegen beschreibt Geschäftsmodelle, bei denen eine zentrale Instanz lediglich als Vermittler in einem mehrseitigen Plattform-Markt auftritt. Beispiele sind Airbnb oder BlaBlaCar.
Der Publizist und Geschäftsführer einer Sharing Economy Plattform Alex Stephany definiert die Sharing Economy wie folgt:

“The Sharing Economy is the value in underutilized assets and making them accessible online to a community, leading to a reduced need for ownership of those assets.”

„In der Sharing Economy geht es um den Wert von nicht vollständig genutzten Vermögenswerten und diese einer Gemeinschaft online zugänglich zu machen, was zu einem geringeren Bedarf an Eigentum an diesen Vermögenswerten führt.“

Das französische Netzwerk OuiShare hebt in seiner Definition des Begriffs die Merkmale gemeinschaftlicher Konsum, kollaborative Produktion, kollaboratives Finanzwesen, offen und frei zugängliches Wissen sowie horizontale und offene Verwaltungsstrukturen hervor.

## Interpretationen

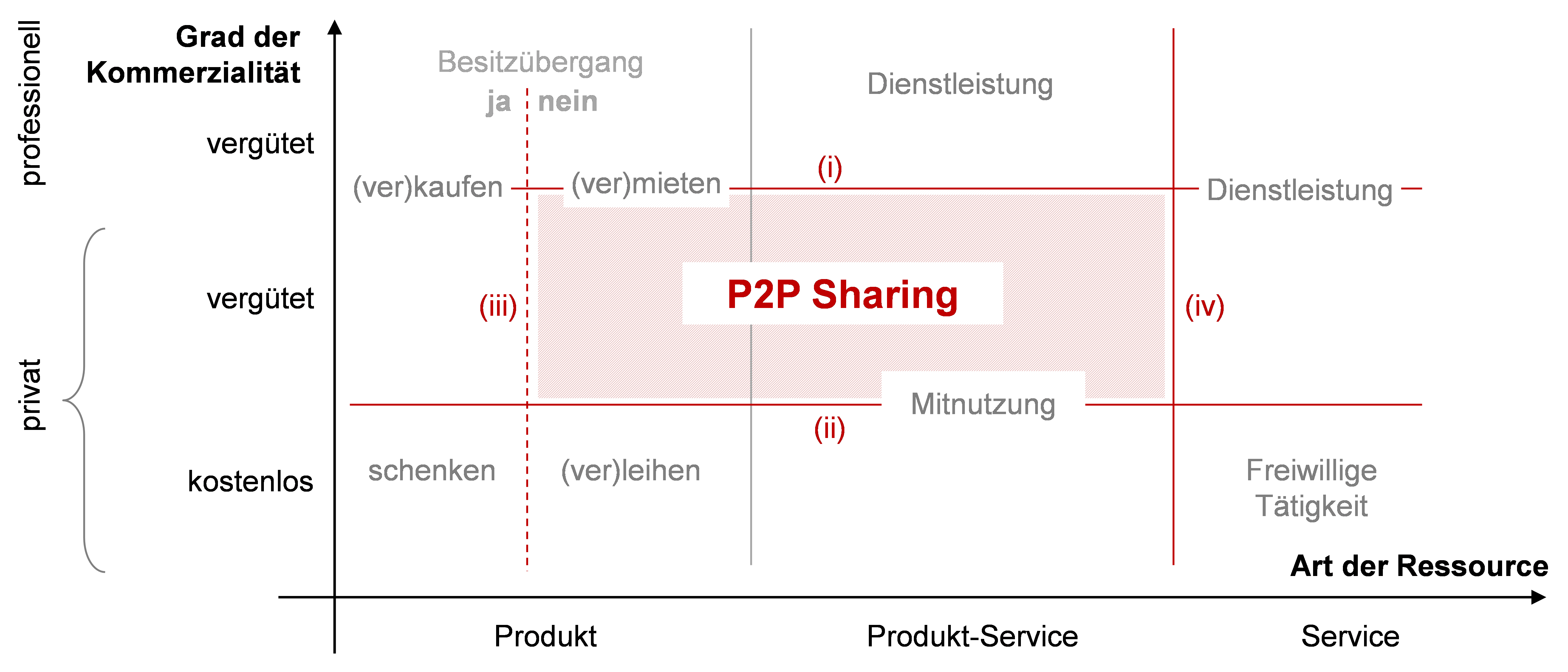
Mögliche Eingrenzung für Peer-to-Peer Sharing

Die Zuordnung eines Geschäftsmodells oder Initiativenkonzepts zur Sharing Economy ist oft nicht eindeutig. Der Gedanke des access over ownership, der sich auf die Besitz- und Eigentumsverhältnisse bezieht, wurde in der Literatur häufig diskutiert. In neuerer Zeit wird der Begriff mit den Thesen des US-amerikanischen Soziologen Jeremy Rifkin in Verbindung gebracht.
In der wissenschaftlichen Literatur werden zur Klassifikation und Abgrenzung von Sharing-Economy-Geschäftsmodellen die Dimensionen Grad der Kommerzialität und Art der Ressource (Produkt/Service-Charakter), bzw. die Kriterien (i) Non-professionalism, (ii) Commercialism, (iii) Temporality und (iv) Tangibility verwendet. Das Schaubild illustriert den durch die Abgrenzungskriterien aufgespannten Raum, dem gemeinhin Geschäftsmodelle der Sharing Economy zuzuordnen sind.
Neben den hauptsächlich mikroökonomisch orientierten Definitionen des Begriffs wird die Sharing Economy auch aus makroökonomischer Sicht betrachtet. In diesem Kontext wird die Sharing Economy als ein entscheidender Faktor bei hybriden Marktmodelle gesehen. Diese basieren auf der Koexistenz klassischer, transaktionsbasierter Märkte neben nicht marktbasierten Modellen. Forschungsgegenstand ist dabei, warum Konsumenten an der Sharing Economy, die an der Schnittstelle beider Modelle angesiedelt ist, teilhaben und diese womöglich den konventionellen Modellen vorziehen.
Aufgrund der verschiedenen Definitionen werden folgende fünf Kriterien für eine Sharing Economy spezifiziert:
1. Online-Plattformen generieren Wertschöpfung oder haben das Potenzial dazu.
2. Brachliegende Kapazitäten von un- oder nur teilweise genutzten Ressourcen können vermarktet werden.
3. Diese Kapazitäten sind allgemein zugänglich oder können zugänglich gemacht werden.
4. Das System wird durch eine Organisation, z. B. auch eine aktive und engagierte Gemeinschaft getragen.
5. Das Ressourcennutzungsverhalten in der Gemeinschaft (access) verändert das Konsumentenverhalten weg von traditionellen Besitzmodellen (ownership).

## Wirtschaftliche Bedeutung der Sharing Economy
Die Sharing Economy im heutigen Sinne erfährt seit ihrem Aufkommen eine stetig wachsende wirtschaftliche Bedeutung. Eine Studie von PwC schätzt, dass die weltweiten Umsätze für die Sharing-Economy-Teilbereiche travel, car sharing, finance, staffing sowie music & video streaming von $15 Mrd. US$ im Jahr 2015 bis 2025 auf rund 335 Mrd. US$ steigen werden. Für den Bereich Mobilität schätzt die Beratungsfirma Roland Berger folgende weltweiten Umsatzpotenziale bis 2020: Car Sharing 3,7–5,6 Mrd. Euro, Ride Sharing 3,5–5,2 Mrd. Euro, Bike Sharing 3,6–5,3 Mrd. Euro und Shared Parking 1,3–1,9 Mrd. Euro.
Ein häufig genanntes Beispiel ist Airbnb. Die Plattform hat weltweit insgesamt bereits über 200 Mio. Gäste vermittelt. Sie listet über 3 Mio. Inserate in 65.000 Städten, bzw. 191 Ländern weltweit. Basierend auf den letzten Finanzierungsrunden ist Airbnb mit rund 25,5 Milliarden US-Dollar bewertet. Eine Studie für den US-Bundesstaat Texas schätzt, dass ein 1-%-Anstieg der Anzahl der Airbnb-Listings dort eine Schmälerung der Hotelumsätze von 0,05 % verursacht.
Sharing-Economy-Dienste und -Plattformen spielen auch in Deutschland mittlerweile eine beträchtliche Rolle. So wurden im Jahr 2015 14,6 Mio. Übernachtungen in deutschen Städten über Dienste wie Airbnb, Wimdu und 9flats vermittelt, was etwa 9 % aller Übernachtungen in den 46.400 dauerhaft an Touristen vermieteten Wohnungen ausmacht. Allerdings sind allein in Paris beispielsweise mehr Airbnb-Inserate als in der kompletten Bundesrepublik Deutschland gelistet. In Deutschland sind es insgesamt ca. 40.000. Diese Entwicklung veranlasste auch viele etablierte Unternehmen, selbst Sharing Economy Dienste anzubieten.
Die Zahlen für Deutschland allerdings steigen. So ist die Anzahl der Airbnb-Listings in Deutschland zwischen September 2013 und 2014 um 49 % gestiegen. Die Anzahl der Gäste, die mit Airbnb in Deutschland übernachten, ist um 124 % gestiegen und 133 % mehr Deutsche haben mit Airbnb im Ausland übernachtet.
Die Ride-Sharing-Plattform BlaBlaCar ist in 22 Ländern aktiv, verzeichnet weltweit rund 65 Mio. registrierte Nutzer und vermittelt 20 Mio. Reisende pro Quartal (Stand 2019). Die BlaBlaCar-App (iOS und Android) wurde insgesamt über 15 Mio. Mal heruntergeladen.
Allerdings sind auch andere Trends zu beobachten. Bei Ebay vollzog sich eine Verschiebung von den ursprünglich sehr beliebten Auktionen hin zu Festpreisen, das Unternehmen ist an der Aktienbörse notiert und bietet einen der größten Online-Marktplätze. Dagegen setzen sich viele Sharing-Economy-Modelle am Markt nicht durch. Beispiele sind die Verleih-Apps Whyownit und SnapGoods. Bemerkenswert ist ebenfalls, dass lediglich 44 % der Konsumenten in den USA mit den Angeboten der Sharing Economy vertraut sind und nur 19 % je ein Angebot aktiv genutzt haben. Häufig wird daher auch von einem ungerechtfertigten (Medien-)Hype oder einer Sharing-Economy-Blase gesprochen.

## Kontroversen und Kritik
Die Sharing Economy ist ein kontrovers diskutiertes Thema, das gleich auf mehreren Ebenen Kritik hervorruft. Ein wichtiger Punkt ist dabei, dass verschiedene Auffassungen oder Varianten einer Sharing Economy existieren und einige Geschäftsmodelle bzw. Konzepte häufig inkorrekt zugeordnet werden. Als zentrale Kritik wird häufig genannt, dass Sharing Economy-Anbieter ihre Produkte und Dienstleistungen ohne jede regulatorische Auflage und Kontrolle anbieten können und damit einen ungerechtfertigten Vorteil gegenüber klassischen, regulierten Angeboten haben – z. B. Hotels, Taxis und Restaurants. Die zunehmende Professionalisierung wirft jedoch die Frage auf, ob das gelegentliche und z. T. entgeltliche Teilen der eigenen Wohnung oder anderer Ressourcen als eine gewerbliche Konkurrenz zu Hotels vor Ort oder vielmehr als ein Privatgeschäft zu werten ist. Obwohl beispielsweise Airbnb betont, dass die meisten Anbieter nur eine Wohnung inserieren, stammen rund 40 Prozent des Umsatzes in Berlin aus Angeboten von Anbietern mit mehr als einem Inserat. Es ist daher zu vermuten, dass in vielen Fällen eine gewerbsmäßige Tätigkeit vorliegt. Als Schlagwort dieser Kritik wird in Anlehnung an Greenwashing zunehmend vom sogenannten Sharewashing gesprochen, das den Missbrauch von Sharing zum wirtschaftlichen Nutzen einzelner Akteure beschreibt. Ebenfalls kann es unbeabsichtigt zu einem Rebound-Effekt kommen.
Zum anderen entsteht möglicherweise aufgrund von Sharing ein gesetzlicher Veränderungsbedarf: Diese Veränderungen betreffen bei Airbnb beispielsweise das Mietrecht, das Meldegesetz, das Versicherungsrecht, die Gewerbeordnung oder Sicherheitsstandards.
Über die regulatorischen Aspekte hinaus wird kritisiert, dass die Sharing Economy entgegen der eigentlichen Zielsetzung häufig zu nicht-nachhaltigen Lösungen führt. So wird berichtet, dass Konzepte wie das von Airbnb den Notstand auf dem Wohnungsmarkt im städtischen Raum verschärfen, da Wohnungen an Touristen angeboten werden. Im ländlichen Raum sollen Vermietungen über Airbnb jedoch positiv zur Erhaltung der ländlichen Strukturen beitragen, indem zusätzliche Gäste auf die Region aufmerksam werden. Ebenso werden die potentiellen negativen Einflüsse auf die Umwelt thematisiert. Für den New Yorker Taximarkt wurde beispielsweise ermittelt, dass die Anzahl der registrierten Taxifahrten seit Ubers Markteintritt stark angestiegen ist, was erhöhte CO2-Emissionen zur Folge hat.
Weiterhin wird darauf hingewiesen, dass Plattformen der Sharing Economy erhebliches Gefahrenpotential für die Privatsphäre darstellen, da die dort verfügbaren Daten (insbesondere auf Seite der Anbieter) sehr informativ hinsichtlich persönlicher Aspekte (Aufenthaltsorte, Vorlieben, Interessen etc.) sein können. Dies beinhaltet von den Nutzern selbst bereitgestellte Daten (z. B. Namen, Wohnort, Profilbilder, Innenaufnahmen der Wohnung auf Airbnb, Reisepläne auf BlaBlaCar), sowie von dritten generierte Informationen (z. B. gegenseitige Bewertungstexte).
Eine weitere Kontroverse betrifft die Frage, welche Folgen eine Teilnahme in der Sharing Economy insbesondere als Anbieter z. B. auf deren Wohlbefinden hat. Erste Studien zu dieser Frage vermitteln, ein durchmischtes Bild. So können z. B. die Existenz des für die Plattformen wesentlichen Reputationsystems sowohl positiv als auch negativ zum Wohlbefinden von Anbietern beitragen.
Ein weiteres Thema ist Diskriminierung, z. B. auf Basis von Hautfarbe oder Herkunft. Studien zu Airbnb in den USA zeigen, dass weiße Anbieter von Apartments um 12 % höhere Preise durchsetzen können als afro-amerikanische Anbieter. Ebenso werden Anfragen von Nutzern mit typisch afro-amerikanischen Namen um 16 % seltener akzeptiert als identische Anfragen von Nutzern mit typisch kaukasischen Namen.
Ferner wird kritisiert, dass die Sharing Economy ehemals kostenlos, eher aus Freundschaft oder aufgrund sozialer Normen angebotene Dinge in marktfähige Güter verwandelt und so – entgegen ihrer sonst behaupteten Zielsetzung – für eine zunehmende Kommerzialisierung vieler Lebensbereiche sorgt. Die Kritik richtet sich auch auf den Umstand, dass die Sharing Economy – wie auch andere Internet-basierten Geschäftsmodelle – den Gesetzen des freien Marktes unterliegt. Der Soziologe Harald Welzer bezeichnet sie als Plattformkapitalismus. Die Tendenz, dass sich große Anbieter durchsetzen, während kleine Anbieter die kritische Masse nicht erreichen und vom Markt verdrängt werden, ist auch in diesem Fall zu beobachten. Als Ursache hierfür kommen Netzwerkeffekte in Frage, die zu sogenannten Winner-takes-all-Märkten bei Plattformen führen. Trebor Scholz und andere plädieren aufgrund dessen für die Förderung des Plattformkooperativismus, der Genossenschaften in Besitz der Beschäftigten und Kunden ins Zentrum der Sharing Economy stellt.
Der Volkswirtschaftler Reinhard Loske weist darauf hin, dass unter der Corona-Pandemie die ursprünglichen sozialen Gemeinschaften im Gegensatz zu den kommerzialisierten Angeboten als Gewinner hervorgehen. Einige Forscher sehen einen Zusammenhang mit dem Wandel von öffentlichen Einrichtungen und kritisieren die optimistischen Erwartungen, so der Londoner Konsumhistoriker Frank Trentmann:

„Die modernen Gesellschaften haben schon lange Formen des Teilens. Bibliotheken, städtische Schwimmbäder, Straßenbahnen – das wird nur nicht als Sharing wahrgenommen. In vielen visionären Texten wird ein goldenes Zeitalter des Teilens ausgerufen, ich gehe aber in London die Straße runter und die örtliche Bücherei wird zugemacht. Aufgrund des Zusammenstreichens öffentlicher Mittel gibt es also eher weniger Sharing.“

Der Berliner Kulturwissenschaftler Byung-Chul Han kritisiert die Begriffe Sharing Economy und den Community-Gedanken. Diese seien nur Vorwand für einen Techno-Kapitalismus.

### Steuerrechtliche Probleme
Weiter wird argumentiert, dass Anbieter privater Dienstleistungen und Produkte steuerpflichtig sind, auch wenn Vermietungen nur gelegentlich geschehen. So kann die Vermietung z. B. über Airbnb grundsätzlich zu steuerpflichtigen Einkünften nach dem Einkommensteuergesetz (EStG) führen. In aller Regel werden Einnahmen nicht deklariert und versteuert. In Bezug auf Steuern und Abgaben wird kritisiert, dass die jeweiligen Behörden aufgrund datenschutzrechtlicher Barrieren ihre Kontrolltätigkeit nicht im vollen Ausmaß durchführen können. Die Politik fordert daher eine ordnungsgemäße Versteuerung der Einnahmen. In den Niederlanden führt beispielsweise Airbnb eine Steuer direkt ab.

### Arbeitsrechtliche Probleme
Zudem wird Plattformbetreibern wie Uber vorgeworfen, dass sie über Vermittlungsgebühren (20 %) mitverdienen und sich damit ungebührlich an den von anderen erbrachten Leistungen bereichern, gleichzeitig aber jede Verantwortung für ihre Fahrer mit dem Argument, lediglich als Vermittler tätig zu sein, ablehnen. Wichtige Aspekte in diesem Zusammenhang sind Kündigungsschutz, Mindestlöhne, Arbeitsschutz und Arbeitszeitregeln. So wird Anbietern wie Uber oder Helpling vorgeworfen, die Entstehung neuer Formen einer Selbstständigkeit zu fördern, was DGB-Chef Reiner Hoffmann als „moderne Sklaverei“ bezeichnete. Eine Umfrage des McKinsey Global Institute mit 8.000 Teilnehmern aus den USA, Großbritannien, Deutschland, Schweden, Frankreich und Spanien ergab 2016, dass 30 % der befragten eine Form von Selbständigkeit ausüben, die sie nicht freiwillig gewählt hatten. Damit besteht de facto ein inhaltliche Überschneidung zur Gig Economy; umgangssprachlich werden die Begriffe häufig synonym benutzt.

## Regulierung der Sharing Economy
Verschiedene Gruppen und Interessenverbände fordern eine stärkere Regulierung der Sharing Economy durch die nationalen Gesetzgeber und die Europäische Union. Zahlreiche Kritikpunkte wie völlige Aufhebung des Arbeitnehmerschutzes, Mangel an Versicherungen und Haftungsregulierung sowie Wettbewerbsverzerrung und Steuerschlupflöcher werden als Gründe genannt, um die Regulierung oder gar ein Verbot von solchen Angeboten durchzusetzen.
Im März 2015 hat das Landgericht Frankfurt beispielsweise UberPop den Betrieb in Deutschland verboten. Den Privatfahrern fehle die zur gewerblichen Personenbeförderung notwendige Lizenz. Uber stifte die Fahrer zum Rechtsbruch an, indem es Privatpersonen das Anbieten von Fahren ohne die Notwendigkeit einer Taxi- oder Chauffeurlizenz ermöglicht. Geklagt hatte in Frankfurt das deutsche Taxigewerbe. Auch in anderen Ländern wie Spanien, den Niederlanden, Belgien, Thailand und Frankreich wurde Uber komplett, bzw. in Teilen verboten.
Anbieter von Unterkünften wie Airbnb, Wimdu und 9Flats stehen beispielsweise in Berlin in Konflikt mit den Behörden. So hat das Verwaltungsgericht Berlin im Juni 2016 prinzipiell die Vermietung von normalen Wohnungen an Touristen untersagt. Einige Vermieter und die Plattform Wimdu sind mit ihren Klagen gegen das Urteil gescheitert.
In New York City verbietet ein Gesetz bereits seit 2010 die Vermietung der Wohnungen für weniger als 30 Tage. Eine Konkretisierung des Tatbestandes (das Annoncieren ist bereits verboten) sowie eine Verschärfung der Strafen auf bis zu 7.500 US$ je Verstoß sollen den bislang mäßigen Durchsetzungserfolg nun verbessern. Für den größten Anbieter vor Ort – Airbnb – ist New York City mit mehr als 40.000 Inseraten einer der wichtigsten Märkte in den USA. Die Verabschiedung des Gesetzes hat sich durch Einsprüche und Klagen jedoch bereits mehrere Male verzögert. Mit neuen Informationen zum Verfahren wird zum 18. November 2016 gerechnet.
Aufgrund der unterschiedlichen Rechtslage in verschiedenen Ländern bzw. Städten ist vielen Verbrauchern nicht klar, welcher Dienst in welcher Form erlaubt oder verboten ist. Die Europäische Union möchte deshalb mit neuen, einheitlichen Leitlinien für Klarheit sorgen und zu einer ausgewogenen Entwicklung der Wirtschaft beitragen. Die im September 2013 gegründete European Sharing Economy Coalition (EURO-SHE) setzt sich dafür ein, der Sharing Economy eine einheitliche Stimme zu geben. Die EU-Kommission warnte im Juni 2016 nationale Regierungen vor pauschalen Verboten von Sharing-Angeboten.

## Beispiele
Die Sharing Economy ist insofern sehr heterogen, als dass es unterschiedliche Geschäftsmodelle und Initiativenkonzepte gibt, die in verschiedenen Sektoren aktiv sind.

### Mobilität
Im Bereich der Mobilität ist Carsharing ein Geschäftsmodell, dass sich international etabliert hat. Der weltweite Markt für Carsharing umfasst eine Milliarde Euro. Eine Studie von 2013 erwartete bis 2016 ein Wachstum auf zehn Milliarden Euro. Die Stiftung Warentest kam 2012 in einer Modellrechnung mit 5.000 Jahreskilometern auf Kosten von 138 Euro pro Monat, mit einem eigenen Wagen dagegen auf 206 Euro pro Monat.
Im Vergleich weniger verbreitet sind hingegen Modelle wie Mitfahrzentralen (z. B. BlaBlaCar), Bikesharing (z. B. Call a Bike) oder das in Deutschland sich in der Entwicklung befindende Ridepooling (z. B. MOIA).

### Unterkunft und Gastgeberdienst
- Airbnb
- Couchsurfing
- Hospitality Club

### Technologie
Ein Beispiel ist die Freie-Software-Bewegung, welche Freie Software produziert und verbreitet. Freie Software ist Software, die Programmierer mit der ganzen Welt teilen, wobei jeder das Recht hat, diese kostenlos zu nutzen, zu inspizieren, zu verändern und veränderte Versionen weiterzuverteilen. Auch Open-Source-Software kann meistens kostenlos genutzt werden, wobei sich inzwischen auch Geschäftsmodelle für Open-Source-Software entwickelt haben.

### Alltagsgegenstände
Als Bibliothek der Dinge werden Ausleihmöglichkeiten für diverse Gegenstände bezeichnet, wie sie unter anderem von öffentlichen Bibliotheken angeboten werden. Bookcrossing und Öffentlicher Bücherschrank sind zwei Begriffe, die sich ursprünglich nur auf den Tausch von Büchern beziehen. Inzwischen werden auch andere Medien wie zum Beispiel CDs und DVDs auf diesem Wege getauscht.

### Foodsharing
Unter dem Begriff Foodsharing ist eine soziale Bewegung entstanden, die sich der Verteilung von überschüssigen Lebensmitteln widmet. Dabei gibt es verschiedene Methoden: Von einigen Organisationen werden nicht mehr verwendete Lebensmittel vor Ablauf des Mindesthaltbarkeitsdatums an Bedürftige verteilt, andere verwenden auch Lebensmittel nach Ablauf der Mindesthaltbarkeit. Der Schwerpunkt liegt bei der in Deutschland in lokalen Vereinen organisierten Hilfsorganisation Tafel auf der per Dokument überprüften Feststellung der Bedürftigkeit. Da die Tafelvereine strukturell zumeist nur mit genügend großen Betrieben wie Supermärkten kooperieren, haben sich daneben zahlreiche kleinere Gruppen und Organisationen gebildet, allein in Berlin mehr als 25 verschiedene Projekte.
Als bundesweiter Zusammenschluss namens Bündnis Lebensmittelrettung versucht man, die Bundesregierung dazu zu bewegen, eine gesetzliche Regelung nach dem Vorbild Frankreichs zu schaffen, die Supermärkten ab einer bestimmten Größe verpflichtet, alle noch unbedenklich nutzbaren Nahrungsmittel weiterzugeben.
Während beim so genannten „Containern“ weggeworfene Lebensmittel aus Abfallcontainern mitgenommen werden, soll nach dem Konzept „Foodsharing“ bereits vorher angesetzt werden und die Nahrungsmittel statt zur Entsorgung zur Weiterverwendung weitergegeben werden. Der Verein Foodsharing.de bietet seit 2012 im Internet eine Plattform für Deutschland, Österreich und die Schweiz an.